# Doddayachenahalli, Krishnarajpet
Doddayachenahalli là một làng thuộc tehsil Krishnarajpet, huyện Mandya, bang Karnataka, Ấn Độ.